# 井上美緒
井上美緒（日语：井上美緒，羅馬化：いのうえ みお，1986年1月28日—）是出身自日本高知縣的動畫編劇。

## 參與作品

### 電視動畫
2007年
- 飛天小女警Z（出道作品）
- 戀愛情結

2008年
- 奇幻魔法Melody IV

2009年
- Tomica打火英雄
- 瑪麗與伽利
- ROSE O'NEILL KEWPIE

2010年
- Heartcatch 光之美少女！
- 瑪莉和伽利 Ver2.0

2011年
- 人家一點都不喜歡啦！

2012年
- 探險Driland
- 就算是哥哥，有愛就沒問題了，對吧

2014年
- 請問您今天要來點兔子嗎？
- Persona4 the ANIMATION

2015年
- 寶石寵物 魔法變身
- 聖劍使的禁咒詠唱
- 請問您今天要來點兔子嗎？？
- 其實我是…

2017年
- 網絡勝利組
- 寶石之國

2018年
- Slow Start（劇本統籌）
- 我讓最想被擁抱的男人給威脅了。

2019年
- 環戰公主
- 入間同學入魔了！

2020年
- 黑色五葉草
- 請問您今天要來點兔子嗎？ BLOOM

2021年
- WAVE!!～來衝浪吧!!～
- 熱情閃耀！光之美少女

2022年
- 我想成為影之強者！

2023年
- 開闊天空！光之美少女

2024年
- 美妙寵物 光之美少女
- Acro Trip 頂尖惡路

2025年
- 黑岩目高不把我的可愛放在眼裡
- 雖然是公會的櫃檯小姐，但因為不想加班所以打算獨自討伐迷宮頭目

### 劇場動畫
2015年
- 光之美少女 All Stars 春之嘉年華♪

### 舞台劇
2016年
- 女神異聞錄 4 無敵究極背橋摔[1]

2017年
- PREMIUM 3D MUSICAL『英雄傳說 閃之軌跡』

## 外部連結
- （日語）.   [2016-07-13]. （原始内容存档于2020-04-03）.的網誌
- 井上美緒的X（前Twitter）